# Broekhorn
Broekhorn est une localité de la commune néerlandaise de Dijk en Waard, dans la province de la Hollande-Septentrionale.